# Distretto di Baucau
Il distretto di Baucau è un distretto amministrativo di Timor Est, che prende il nome dalla sua capitale: Baucau.
Ha una popolazione di 123.203 abitanti (censimento 2015) ed un'area di 1.494 km².

## Storia
Nel sottodistretto di Venilale sono stati ritrovati tunnel che i giapponesi avevano costruito nell'epoca della seconda guerra mondiale.

## Geografia fisica
Il distretto si trova nella parte nord orientale di Timor Est ed è uno dei più grandi del paese.
Confina a ovest col distretto di Manatuto, a sud col distretto di Viqueque ad est col distretto di Lautém mentre a nord viene bagnato dal Mar di Banda.
Il riso e il mais sono i prodotti agricoli principali che si producono nel distretto.

## Popolazione
Le lingue nazionali sono il portoghese e il tetum ma la lingua maggiormente parlata nella provincia è il makasae, una lingua papuasica molto diffusa nell'isola della Nuova Guinea.

## Sottodistretti

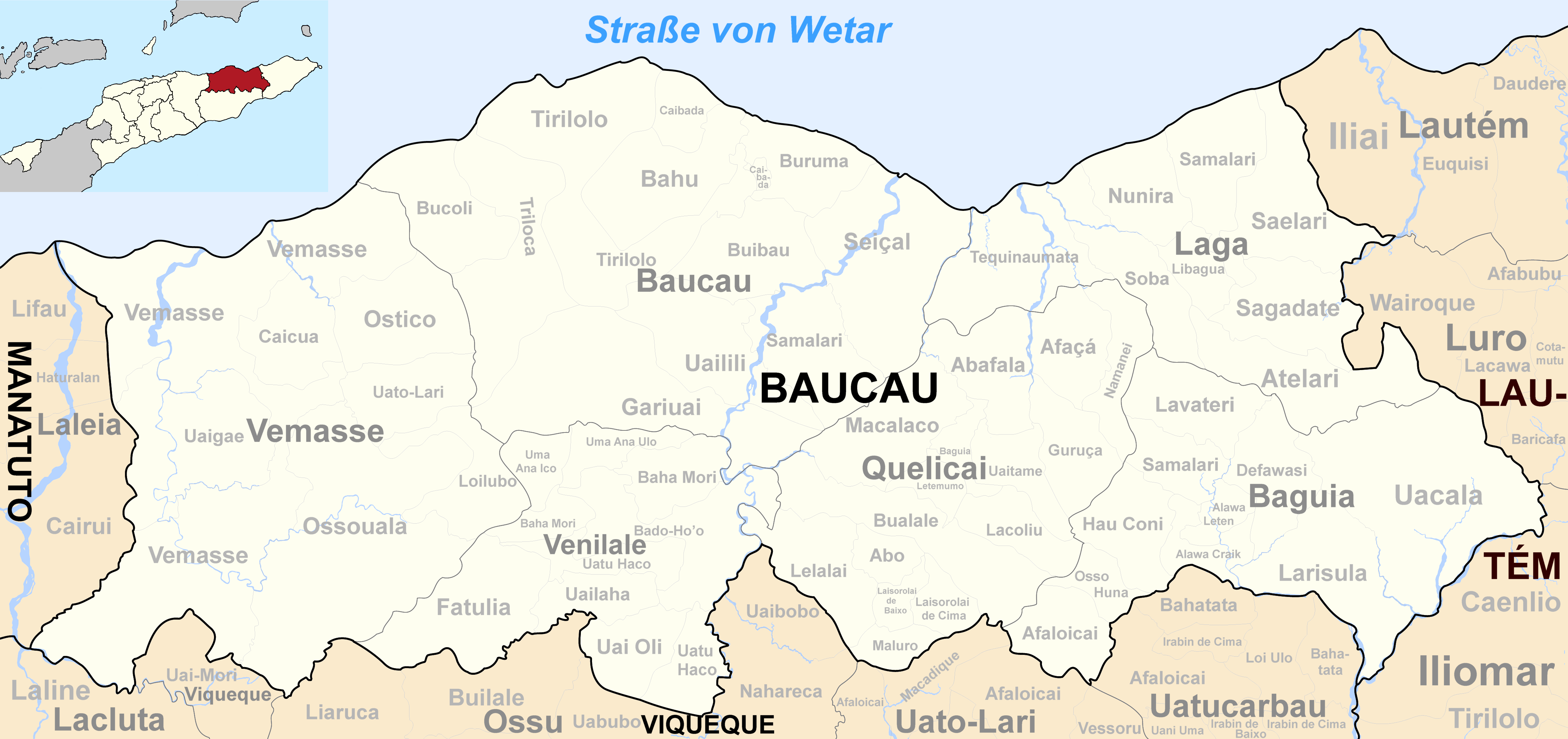
I sottodistretti di Baucau

Il territorio è suddiviso in 6 sottodistretti:
- Baguia,
- Baucau,
- Laga,
- Quelicai,
- Vemasse,
- Venilale.